# Antonio Vitale
Antonio Vitale (Santa Maria Capua Vetere, 11 aprile 1933 – 29 ottobre 2005) è stato un politico italiano.